# Куимов, Дмитрий Тарасович
Дмитрий Тарасович Куимов (7 ноября 1897 года, Малые Черемисы, Вятская губерния — 23 марта 1971 года, Новосибирск) — советский невропатолог, внесший большой вклад в развитие отечественной и мировой неврологии. Профессор, заслуженный деятель науки РСФСР.
Родился в 1897 году в небольшой деревне Вятской губернии в крестьянской семье. Окончил церковно-приходскую школу, далее окончил гимназию. В 1927 году, после окончания медицинского факультета Пермского университета, был зачислен в ординатуру при вузе, на кафедру нервных болезней. Труды молодого ученого имели высокую оценку и вскоре он получил направление в Ленинград, для усовершенствования в лаборатории академика И. П. Павлова в Физиологическом институте Академии наук.
В 1928 году по возвращении из Ленинграда он был зачислен ассистентом на кафедре нервных болезней Пермского медицинского института, который с 1931 года начал существовать как отдельный вуз созданный из базе медицинского факультета Пермского университета.
В 1935 году получил степень кандидата медицинских наук, без защиты по совокупности изданных работ. В 1936 году описал ряд симптомов, некоторые из которых, впоследствии в мировой медицинской науке названы его именем, в частности: «болезненность нервных стволов к давлению» при повышенном внутричерепном и внутрипозвоночном давлении (рефлексы или синдром Керера-Куимова,), «эрекционный рефлекс у детей» при менингеальном синдроме, клонус ягодичных мышц, болезненность надглазных точек при внутричерепной гипертензии и другие.
В 1941 году выпустил монографию «Поражения нервной системы при пеллагре», которая стала результатом его многолетней работы в этом вопросе (1933—1939). В 1941 году получил звание профессора.
Во время войны занимал должность главного невропатолога новосибирских эвакогоспиталей. Совмещал лечение раненых с научной деятельностью, результатом которой стал ряд исследований боевой травмы нервной системы.
Преподавал в Новосибирском медицинском институте.
После войны много времени посвятил изучению нейроинфекций и природно-очаговых заболеваний (клещевой сыпной тиф, клещевой риккетсиоз, лептоспироз, бруцеллез, Сартланская болезнь). Вскоре, первым в мировой медицине описал проявление хронического заболевания центральной нервной системы — спинального эпидурита (эпидуральный абсцесс или перипахименингит).
В 1961 году выпустил монографию «Субдуральные гематомы». В 1966 году — монографию «Пароксизмальный паралич».
В 1970 году отошел от активной преподавательской деятельности, оставаясь профессором-консультантом.
Награждён орденом Ленина (1953), медалями «За победу над Германией в Великой Отечественной войне 1941—1945 гг.» и «За доблестный труд в Великой Отечественной войне 1941—1945 гг.».
Скончался в 1971 году в Новосибирске. Похоронен на Заельцовском кладбище.